# Kozy (gemeente)
De gemeente Kozy is een landgemeente in het Poolse woiwodschap Silezië, in powiat Bielski (Silezië).
De zetel van de gemeente is in Kozy.
Op 30 juni 2004 telde de gemeente 11 373 inwoners.

## Oppervlakte gegevens
In 2002 bedroeg de totale oppervlakte van gemeente Kozy 26,9 km², waarvan:
- agrarisch gebied: 44%
- bossen: 37%

De gemeente beslaat 5,88% van de totale oppervlakte van de powiat.

## Demografie
Stand op 30 juni 2004:
| Omschrijving                   | Totaal | Totaal | Vrouwen | Vrouwen | Mannen | Mannen |
| ------------------------------ | ------ | ------ | ------- | ------- | ------ | ------ |
| eenheid                        | aantal | %      | aantal  | %       | aantal | %      |
| inwoners                       | 11 373 | 100    | 5885    | 51,7    | 5488   | 48,3   |
| bevolkingsdichtheid (inw./km²) | 422,8  | 422,8  | 218,8   | 218,8   | 204    | 204    |

In 2002 bedroeg het gemiddelde inkomen per inwoner 1412,12 zł.

## Aangrenzende gemeenten
Bielsko-Biała, Czernichów, Kęty, Porąbka, Wilamowice, Wilkowice